# でんじろうのTHE実験
『でんじろうのTHE実験』（でんじろうのザじっけん）は、フジテレビで2019年（平成31年）2月3日から2021年（令和3年）2月19日まで放送されていた科学実験バラエティ・教育番組で、米村でんじろうの冠番組。全41回。

## 概要
2018年2月2日にパイロット版として『金曜プレミアム』枠で放送された『でんじろうVS世界の科学者! 実験トリックを全て解き明かすぞ3時間SP』（一部地域ではフジテレビからの裏送りによる短縮版である、2時間SP）が好評であったことから、それをレギュラー化したものである。米村でんじろうが、世界や身近の科学について分かりやすく解説するといった内容である。
フジテレビ系列の日曜20時台が1時間のバラエティ番組枠になるのは、『ニュースな晩餐会』（2014年10月 - 2015年8月）以来の約4年ぶりとなった。
レギュラー化のオープニングテーマ及び提供クレジット用BGMは、『電子戦隊デンジマン』（テレビ朝日系列）の主題歌『ああ電子戦隊デンジマン』（歌：成田賢、こおろぎ'73）を使用。
2019年10月に前番組『ニチファミ!』以来9か月ぶりに2時間枠となる『日曜THEリアル!』開始および『金曜プレミアム』終了に伴い、11月からは毎週金曜日 20:00 - 21:00（JST、一部地域は20:54）に枠移動した。なお、フジテレビ系列の金曜20時台がバラエティ番組のレギュラー枠になるのは、『ダウンタウンなう』（2015年4月 - 2016年12月、現在は金曜 21:58 - 22:52で放送）以来の約3年ぶりとなった。
また当番組が金曜日に変更になった事で2か月前まで、19時に日本テレビで放送していた『沸騰ワード10』が金曜20時台に枠移動して、当番組の裏番組になることに伴い、ナレーターがあおい洋一郎から平田広明に変更された。
2020年5月以降、当番組と21時枠の『ウワサのお客さま』と隔週で2時間スペシャルが放送される傾向があった。
2020年10月8日に、番組のロケで「トレンディエンジェル」の斎藤司が背骨の圧迫骨折など全治3か月のけがを負ったことが報道された。当該の実験の立案、監修に米村本人は関わっていなかった。
前述の報道もあり、2021年2月2日に同月19日をもってレギュラー放送が打ち切られることとなった。これに伴い、同年4月改編で、同年1月3日に正月特番として放送した『新しいカギ』が、金曜20時台でレギュラー化して放送となる（同年10月からは土曜20時からの放送）。なお、当番組出演者のうちチョコレートプラネットは続投した。2年強の放送だったが、隔週2時間SPのため、1年分にも満たない41回の放送だった。パイロット時代を含め3年間の歴史に幕を閉じた。

## 出演者
MC
- 米村でんじろう
- オードリー - レギュラー版より出演。

- チョコレートプラネット
- 若槻千夏
- 岸優太（King & Prince） - 全41回中、26回出演。VTR出演が多い。
- ぺこぱ

## スタッフ

### レギュラー版（2020年10月以降）
- 企画：武田誠司、春名剛生（フジテレビ、春名→以前は編成）
- ナレーション：平田広明（2019年11月8日-）
- 構成：木南広明、高倉俊祐、狩野孝彦、近藤雄亮
- TD・SW：遠山眞史
- CAM：市川眞法
- VE：吉村裕翔
- AUD：宮川康一
- 照明：江川斉（プログレッソ）
- 美術プロデューサー：林政之
- 美術デザイン：大石萌瑛
- 美術進行：椛田学
- 大道具：大川原裕也
- 大道具操作：西田武史
- 装飾：乾川太志
- アートフレーム：平野正英、桑島亮太【週替り】
- アクリル装飾：石橋誉礼
- 電飾：斉藤誠二
- アートメカニック：高木慶一
- モニター：大高貢
- メイク：鈴木優華
- 編集：青栁宇恭
- MA：足達健太郎
- 音響効果：岡田淳一、岡崎愛子
- イラスト：ODDJOB、K-WORK
- TK：盛山潮里
- 広報：藏内彩季子（フジテレビ）
- 美術協力：フジアール
- 技術協力：Zeta、fmt、Enostudio、casinodrive【毎週】／有限会社フラット【週替り】
- 撮影協力：東京オフラインセンター（第8回-、第3-7回は協力）【週替り】／日本大学理工学部
- 企画協力：米村サイエンスプロダクション（第8回-）
- AD：辻下晄、小高活志、檜森俊太（モンスターフォース）、小出あかり、立花優香、秋本澪奈【毎週】、辻美千佳、石井明日人、窪田藍、中尾陽登【週替り】／成田莉奈、池田沙樹、小林大輝、島津未來、金子健之、片山恵介、後藤美沙都、手塚由実、高木将哉、長谷川美穂、在原佳文子
- AP：渡邊崇士（つくりて）、上原彩子（モンスターフォース）、藤本彩子、小林未来、陶香奈子（以前はデスク）、神野泰輔[注 7]（UNITED PRODUCTIONS、以前は制作進行）
- ディレクター：篠崎友和（以前は演出）、眞木大輔、流郷敏隆、井上侑也、鵜飼雅佳【毎週】、柳橋祥太、鈴木良尚【週替り】／師岡靖成、藤川悠、横田裕昌、雨宮佑介、岡部大五郎、宮本大輔、岡本将明
- 演出：渡辺恭三
- プロデューサー：小網啓之[注 8]・田村裕行[注 9]（UNITED PRODUCTIONS）、松井徹（モンスターフォース）、川島典子[注 10]（UNITED PRODUCTIONS）、菊池吉太郎（つくりて）【毎週】、二瓶朱美【週替り】／久田誠司
- チーフプロデューサー：島田源太郎[注 11]（UNITED PRODUCTIONS）
- 総合演出：林博史（UNITED PRODUCTIONS[注 12]）
- 制作協力：UNITED PRODUCTIONS[注 13]
- 制作著作：フジテレビ

#### 過去のスタッフ
- ナレーション：あおい洋一郎、服部潤（共に日曜時代）
- 構成：成瀬正人、はしもとこうじ、大野なおと
- 編集：小川琢磨【週替り】／齋藤填丈、山門晃
- MA：鈴木久美子【週替り】／直江泰輔、安河内隆文、高山元、井坂拓人
- イラスト：江原ノブヒロ
- 消えもの：尾身奈美枝、兀下優子（共に第3回）
- リサーチ：古谷悠
- 技術協力：ヌーベルアージュ
- 撮影協力：裾野消防署、東京ガラス工芸研究所（共に第2回）、加藤建設工業株式会社（第3回）、イオンモール幕張新都心、株式会社パイロットコーポレーション、パイロットインキ（イオン以降→第4回）
- 協力：PIXTA（第3,4,6,7回）、株式会社坂井精工（第5回）、音羽電機工業株式会社、株式会社フェローテック、有限会社太悦鉄工、姫路電子株式会社、シンフォニアテクノロジー株式会社（音羽〜シンフォニア→第6回）
- AD：掛谷真由、里山由鉱、小出陸【週替り】／中谷大智、野澤春奈、玉田修平、今村俊輔、栗原悠希、松本早紀、大平朋佳、大池緑、織田郷遼、野内学、高山倖典、山田凱士、上野草太朗、長山祐輔、近藤未来、西田菜津美、髙橋莉奈、栗脇瑠香、森祐香里、小倉匡平、櫻井慎太郎、山田望、柿木優輝、金井真子、佐藤史織
- 広報：神崎素子（フジテレビ）
- AP：中尾まなみ、本山麻美、土屋美月
- ディレクター：妹尾篤志、香西康位（妹尾・香西→以前は演出）、佐伯直哉、安井啓太[注 12]・林田昌之[注 12]・権亨悟[注 12]（UNITED PRODUCTIONS）、兼丸洋介、一場孝夫、後亮佑、吉田聖、伊豆原聡、岡山薫、平賀知博、大喜多高志、小林恵美、小島隆補、桑潘貫禄、石岡孝利、児山昌平（スナッチ）
- 演出：嶋田武史、南家幸太、近藤創（スナッチ、以前はディレクター）
- プロデューサー：開発勇輔（EPOCL）、広瀬陽一・八木田祐子（ピコパンチ）、土屋大路[注 14]
- チーフプロデューサー：髙木大輔（UNITED PRODUCTIONS[注 12]、第1回はプロデューサー）
- 制作協力：EPOCL（第2回-）、ピコパンチ（第4回-）

### でんじろうvs世界の科学者!…
- 企画・編成：武田誠司（フジテレビ）
- ナレーション：平野義和、渡辺智美、うすいたかやす、松本保典
- 構成：木南広明、近藤雄亮
- CAM：遠山眞央、市川眞法、大淵将大、阿部安秀
- 音声：堀田博之、木下和範
- CA：藤田敬介、松本光矢
- 美術プロデューサー：丹野ありさ
- 美術進行：鈴木あみ
- 大道具：大川原祐也
- 大道具操作：永井武、藤井雅人
- 装飾：門間誠
- 特殊造形：高野正義
- メイク：山田かつら
- 編集：山野井太郎
- MA：中川弘徳
- イラスト：ODDJOB 江原ノブヒロ
- 音響効果：岡田淳一
- TK：水越理恵
- 広報：齋田悠（フジテレビ）
- 美術協力：フジアール
- 技術協力：イカロス、zeta
- リサーチ：鈴木さくら、JFK
- AD：秋元一富、上野浩幸、権亨悟、飯島史織、花木愛、中谷大智
- 制作進行：田村浩行
- AP：開発勇輔（EPOCL）、本山麻美
- ディレクター：青木達生、柏田雄二、林田昌之
- 演出：林博史
- プロデューサー：森田篤、川嶋典子、髙川浩子
- 制作：フジテレビ
- 制作著作：FOOLEN LARGE

## ネット局と放送時間
日曜時代（番組開始から2019年9月まで）
| 放送対象地域   | 放送局                    | 系列                          | 放送時間           | ネット状況                   | 備考       |
| -------------- | ------------------------- | ----------------------------- | ------------------ | ---------------------------- | ---------- |
| 関東広域圏     | フジテレビ（CX）          | フジテレビ系列                | 日曜 20:00 - 21:00 | 【制作局】                   | 【制作局】 |
| 北海道         | 北海道文化放送（uhb）     | フジテレビ系列                | 日曜 20:00 - 21:00 | 同時フルネット               |            |
| 岩手県         | 岩手めんこいテレビ（mit） | フジテレビ系列                | 日曜 20:00 - 21:00 | 同時フルネット               |            |
| 宮城県         | 仙台放送（OX）            | フジテレビ系列                | 日曜 20:00 - 21:00 | 同時フルネット               |            |
| 秋田県         | 秋田テレビ（AKT）         | フジテレビ系列                | 日曜 20:00 - 21:00 | 同時フルネット               |            |
| 山形県         | さくらんぼテレビ（SAY）   | フジテレビ系列                | 日曜 20:00 - 21:00 | 同時フルネット               |            |
| 福島県         | 福島テレビ（FTV）         | フジテレビ系列                | 日曜 20:00 - 21:00 | 同時フルネット               |            |
| 静岡県         | テレビ静岡（SUT）         | フジテレビ系列                | 日曜 20:00 - 21:00 | 同時フルネット               |            |
| 石川県         | 石川テレビ（ITC）         | フジテレビ系列                | 日曜 20:00 - 21:00 | 同時フルネット               |            |
| 福井県         | 福井テレビ（FTB）         | フジテレビ系列                | 日曜 20:00 - 21:00 | 同時フルネット               |            |
| 近畿広域圏     | 関西テレビ（KTV）         | フジテレビ系列                | 日曜 20:00 - 21:00 | 同時フルネット               |            |
| 島根県・鳥取県 | 山陰中央テレビ（TSK）     | フジテレビ系列                | 日曜 20:00 - 21:00 | 同時フルネット               |            |
| 岡山県・香川県 | 岡山放送（OHK）           | フジテレビ系列                | 日曜 20:00 - 21:00 | 同時フルネット               |            |
| 広島県         | テレビ新広島（tss）       | フジテレビ系列                | 日曜 20:00 - 21:00 | 同時フルネット               |            |
| 高知県         | 高知さんさんテレビ（KSS） | フジテレビ系列                | 日曜 20:00 - 21:00 | 同時フルネット               |            |
| 福岡県         | テレビ西日本（TNC）       | フジテレビ系列                | 日曜 20:00 - 21:00 | 同時フルネット               |            |
| 長崎県         | テレビ長崎（KTN）         | フジテレビ系列                | 日曜 20:00 - 21:00 | 同時フルネット               |            |
| 熊本県         | テレビくまもと（TKU）     | フジテレビ系列                | 日曜 20:00 - 21:00 | 同時フルネット               |            |
| 鹿児島県       | 鹿児島テレビ（KTS）       | フジテレビ系列                | 日曜 20:00 - 21:00 | 同時フルネット               |            |
| 新潟県         | 新潟総合テレビ（NST）     | フジテレビ系列                | 日曜 20:00 - 20:54 | 同時ネット （20:54飛び降り） | [ 注 15 ]  |
| 長野県         | 長野放送（NBS）           | フジテレビ系列                | 日曜 20:00 - 20:54 | 同時ネット （20:54飛び降り） | [ 注 15 ]  |
| 富山県         | 富山テレビ（BBT）         | フジテレビ系列                | 日曜 20:00 - 20:54 | 同時ネット （20:54飛び降り） | [ 注 15 ]  |
| 中京広域圏     | 東海テレビ（THK）         | フジテレビ系列                | 日曜 20:00 - 20:54 | 同時ネット （20:54飛び降り） | [ 注 15 ]  |
| 愛媛県         | テレビ愛媛（EBC）         | フジテレビ系列                | 日曜 20:00 - 20:54 | 同時ネット （20:54飛び降り） | [ 注 15 ]  |
| 佐賀県         | サガテレビ（STS）         | フジテレビ系列                | 日曜 20:00 - 20:54 | 同時ネット （20:54飛び降り） | [ 注 15 ]  |
| 沖縄県         | 沖縄テレビ（OTV）         | フジテレビ系列                | 日曜 20:00 - 20:54 | 同時ネット （20:54飛び降り） | [ 注 15 ]  |
| 大分県         | テレビ大分（TOS）         | 日本テレビ系列 フジテレビ系列 | 不定期放送         | 遅れネット                   | [ 注 16 ]  |

金曜時代（2019年11月から番組終了まで）
| 放送対象地域   | 放送局                    | 系列                          | 放送時間           | ネット状況                   |
| -------------- | ------------------------- | ----------------------------- | ------------------ | ---------------------------- |
| 関東広域圏     | フジテレビ（CX）          | フジテレビ系列                | 金曜 20:00 - 21:00 | 【制作局】                   |
| 岩手県         | 岩手めんこいテレビ（mit） | フジテレビ系列                | 金曜 20:00 - 21:00 | 同時フルネット               |
| 秋田県         | 秋田テレビ（AKT）         | フジテレビ系列                | 金曜 20:00 - 21:00 | 同時フルネット               |
| 島根県・鳥取県 | さんいん中央テレビ（TSK） | フジテレビ系列                | 金曜 20:00 - 21:00 | 同時フルネット               |
| 岡山県・香川県 | 岡山放送（OHK）           | フジテレビ系列                | 金曜 20:00 - 21:00 | 同時フルネット               |
| 広島県         | テレビ新広島（tss）       | フジテレビ系列                | 金曜 20:00 - 21:00 | 同時フルネット               |
| 福岡県         | テレビ西日本（TNC）       | フジテレビ系列                | 金曜 20:00 - 21:00 | 同時フルネット               |
| 佐賀県         | サガテレビ（STS）         | フジテレビ系列                | 金曜 20:00 - 21:00 | 同時フルネット               |
| 熊本県         | テレビくまもと（TKU）     | フジテレビ系列                | 金曜 20:00 - 21:00 | 同時フルネット               |
| 鹿児島県       | 鹿児島テレビ（KTS）       | フジテレビ系列                | 金曜 20:00 - 21:00 | 同時フルネット               |
| 北海道         | 北海道文化放送（uhb）     | フジテレビ系列                | 金曜 20:00 - 20:54 | 同時ネット （20:54飛び降り） |
| 宮城県         | 仙台放送（OX）            | フジテレビ系列                | 金曜 20:00 - 20:54 | 同時ネット （20:54飛び降り） |
| 山形県         | さくらんぼテレビ（SAY）   | フジテレビ系列                | 金曜 20:00 - 20:54 | 同時ネット （20:54飛び降り） |
| 福島県         | 福島テレビ（FTV）         | フジテレビ系列                | 金曜 20:00 - 20:54 | 同時ネット （20:54飛び降り） |
| 新潟県         | NST新潟総合テレビ（NST）  | フジテレビ系列                | 金曜 20:00 - 20:54 | 同時ネット （20:54飛び降り） |
| 長野県         | 長野放送（NBS）           | フジテレビ系列                | 金曜 20:00 - 20:54 | 同時ネット （20:54飛び降り） |
| 静岡県         | テレビ静岡（SUT）         | フジテレビ系列                | 金曜 20:00 - 20:54 | 同時ネット （20:54飛び降り） |
| 富山県         | 富山テレビ（BBT）         | フジテレビ系列                | 金曜 20:00 - 20:54 | 同時ネット （20:54飛び降り） |
| 石川県         | 石川テレビ（ITC）         | フジテレビ系列                | 金曜 20:00 - 20:54 | 同時ネット （20:54飛び降り） |
| 福井県         | 福井テレビ（FTB）         | フジテレビ系列                | 金曜 20:00 - 20:54 | 同時ネット （20:54飛び降り） |
| 中京広域圏     | 東海テレビ（THK）         | フジテレビ系列                | 金曜 20:00 - 20:54 | 同時ネット （20:54飛び降り） |
| 近畿広域圏     | 関西テレビ（KTV）         | フジテレビ系列                | 金曜 20:00 - 20:54 | 同時ネット （20:54飛び降り） |
| 愛媛県         | テレビ愛媛（EBC）         | フジテレビ系列                | 金曜 20:00 - 20:54 | 同時ネット （20:54飛び降り） |
| 高知県         | 高知さんさんテレビ（KSS） | フジテレビ系列                | 金曜 20:00 - 20:54 | 同時ネット （20:54飛び降り） |
| 長崎県         | テレビ長崎（KTN）         | フジテレビ系列                | 金曜 20:00 - 20:54 | 同時ネット （20:54飛び降り） |
| 大分県         | テレビ大分（TOS）         | 日本テレビ系列 フジテレビ系列 | 金曜 20:00 - 20:54 | 同時ネット （20:54飛び降り） |
| 沖縄県         | 沖縄テレビ（OTV）         | フジテレビ系列                | 金曜 20:00 - 20:54 | 同時ネット （20:54飛び降り） |

- 番組終盤6分はローカルセールス枠のため、フジテレビ系列各局で編成の都合により同時フルネットの局は臨時で番組終盤6分前で飛び降り、同時ネットの局が臨時フルネットする場合もあった（スペシャル版も同様）。日曜日での放送時はフルネット局であっても、放送日に都道府県知事選挙の開票速報のニュースの放送で飛び降りネットになった放送局もあった。
- テレビ宮崎は日曜・金曜時代、共に日本テレビ系列の同時ネット枠になっているため最後まで非ネットだった。